# Antidote (Travis Scott)
Antidote è un singolo del rapper statunitense Travis Scott, pubblicato come secondo estratto dal suo album in studio di debutto Rodeo il 28 luglio 2015 attraverso le etichette discografiche Grand Hustle Records ed Epic Records. Il singolo è stato prodotto da WondaGurl ed Eestbound e ha raggiunto la sedicesima posizione della Billboard Hot 100.

## Antefatti
Il brano fu originariamente pubblicato il 21 giugno 2015, sulla piattaforma di streaming SoundCloud. Sempre sulla piattaforma Travis Scott stesso affermò che inizialmente il brano non avrebbe dovuto essere presente nella tracklist di Rodeo. A tal proposito, egli disse:
Nonostante ciò, a causa dell'enorme popolarità acquisita dal brano, Scott la incluse nel proprio album di debutto e ne divenne poi anche il secondo singolo ufficiale, il 28 luglio seguente. Il brano presenta un campione di "All I Need", eseguita da Lee Fields e i The Expressions.

## Videoclip
Il 3 settembre 2015 fu pubblicato teaser trailer del videoclip ufficiale del singolo sul canale Vevo di Travis Scott. Il video definitivo fu poi pubblicato il 18 settembre seguente. Il videoclip presenta le apparizioni delle modelle dominicane Yaris Sánchez e Ayishia Diaz.

## Esibizioni dal vivo
Il 23 settembre 2015 Travis Scott eseguì Antidote in diretta televisiva nazionale al Jimmy Kimmel Live. Il 17 novembre seguente, Travis Scott apparve al Late Night with Seth Meyers, dove eseguì un medley di Antidote e Pray 4 Love.

## Tracce
1. Antidote – 4:22 (testo: Jacques Webster, Thomas Brenneck, David Guy, Leon Michels, Nicholas Movshon, Homer Steinweiss, Bryan Van Mierlo – musica: WondaGurl, Eestbound)

## Classifiche

### Classifiche settimanali
| Classifica (2015/16)      | Posizione massima |
| ------------------------- | ----------------- |
| Belgio (Fiandre)          | 75                |
| Canada                    | 38                |
| Francia                   | 120               |
| Stati Uniti               | 16                |
| Stati Uniti (pop)         | 25                |
| Stati Uniti (R&B/hip-hop) | 7                 |
| Stati Uniti (rhythmic)    | 1                 |

### Classifiche di fine anno
| Classifica (2016) | Posizione |
| ----------------- | --------- |
| Stati Uniti       | 75        |

## Date di pubblicazione
| Paese                 | Data di pubblicazione | Formato            | Etichetta           |
| --------------------- | --------------------- | ------------------ | ------------------- |
| Nuova Zelanda         | 28 luglio 2015        | Download digitale  | Grand Hustle • Epic |
| Stati Uniti d'America | agosto 2015           | Urban contemporary | Grand Hustle • Epic |